# Alfred von Waldersee
Alfred Ludwig Heinrich Karl von Waldersee (8. dubna 1832 Postupim – 5. března 1904 Hannover) byl německý hrabě, polní maršál (Generalfeldmarschall) a od 10. srpna 1888 do 7. února 1891 náčelník německého Velkého generálního štábu.
Von Waldersee se narodil v prominentní vojenské rodině, vyznamenal se jako dělostřelecký důstojník a v roce 1870 se stal pruským vojenským atašé na pařížském velvyslanectví. To mu umožnilo získat informace o francouzské obranné strategii, což se ukázalo jako klíčové v nadcházející francouzsko-pruské válce, ve které hrál významnou roli. Později jako hlavní asistent polního maršála Helmutha von Moltkeho staršího, náčelníka císařského generálního štábu, získal von Waldersee vliv u budoucího císaře Viléma II. Když Vilém nastoupil na trůn, povýšil von Walderseeho na náčelníka generálního štábu.
Když byla pekingská diplomatická čtvrť v roce 1900 obležena boxerskými povstalci, byl von Waldersee jmenován velitelem spojených záchranných sil osmi zemí. Přestože dorazil příliš pozdě na to, aby se zúčastnil bojů o diplomatickou čtvrť, řídil trestné výpravy, kterým se podařilo povstání boxerů potlačit.